# TT77
TT77 (Theban Tomb 77) è la sigla che identifica una delle Tombe dei Nobili ubicate nell’area della cosiddetta Necropoli Tebana, sulla sponda occidentale del Nilo dinanzi alla città di Luxor, in Egitto. Destinata a sepolture di nobili e funzionari connessi alle case regnanti, specie del Nuovo Regno, l'area venne sfruttata, come necropoli, fin dall'Antico Regno e, successivamente, sino al periodo Saitico (con la XXVI dinastia) e Tolemaico.

## Titolare
TT77 era la tomba di:
| Titolare                   | Titolo | Necropoli           | Dinastia/Periodo             | Note                                                                          |
| -------------------------- | --- | ------------------- | ---------------------------- | ----------------------------------------------------------------------------- |
| Ptahemhat, usurpata da Roy | (Ptahemhat) Portatore di flabello del Signore delle Due Terre, Supervisore dei lavori nel Tempio di Amon, Figlio dell'harem / (Roy) Supervisore degli scultori del Signore delle Due Terre | Sheikh Abd el-Qurna | XVIII dinastia (Thutmosi IV) | alla sommità del versante est della collina, sotto la TT81; a nord della TT78 |

## Biografia
Mogli, rispettivamente di Ptahemhat e Roy, furono Meryt (?) e Rahuy.

## La tomba
Un breve corridoio dà accesso a una sala trasversale secondo la planimetria tipica delle tombe del periodo. Sulle pareti scene di banchetto e di offertorio del defunto agli dei; Roy, secondo occupante della tomba, accompagnato dalla moglie che suona il sistro, e da alcuni uomini che recano mazzi di fiori, in offertorio alla Dea dell'Occidente (Hathor) e a Osiride; poco discosto, due preti in offertorio alla coppia. IN altra scena il defunto, e altri uomini, recano doni al Tempio di Amon e al faraone Thutmosi IV, seduto sotto un padiglione. Ai suoi piedi dieci prigionieri; in altra scena, il defunto a banchetto in presenza di un concerto di musiciste, liutiste e arpiste, nonché di un suonatore di nacchere. Un'ultima scena della sala trasversale vede il defunto (?) capeggiare una scorta militare per il re Thutmosi IV.
Un corridoio, sulle cui pareti è effigiato il defunto in adorazione di Anubi, dà accesso a una sala perpendicolare alla precedente sulle cui pareti sono rappresentate scene del corteo funebre e del pellegrinaggio ad Abido, nonché immagini di scribi al lavoro.
Un secondo corridoio adduce a una seconda camera trasversale, anepigrafe, molto più piccola di quella di ingresso sul cui lato lungo si apre una nicchia, vuota.

### Annotazioni
1. ↑  La prima numerazione delle tombe, dalla numero 1 alla 253, risale al 1913 con l’edizione del "Topographical Catalogue of the Private Tombs of Thebes" di Alan Gardiner e Arthur Weigall. Le tombe erano numerate in ordine di scoperta e non geografico; ugualmente in ordine cronologico di scoperta sono le tombe dalla 253 in poi.
2. ↑  I campi della Duat, ovvero l'aldilà egizio, si trovavano, secondo le credenze, proprio sulla riva occidentale del grande fiume.
3. ↑  Nella sua epoca di utilizzo, l'area era nota come "Quella di fronte al suo Signore" (con riferimento alla riva orientale, dove si trovavano le strutture dei Palazzi di residenza dei re e i templi dei principali dei) o, più semplicemente, "Occidente di Tebe".
4. ↑  le Tombe dei Nobili, benché raggruppate in un'unica area, sono di fatto distribuite su più necropoli distinte.
5. ↑  Le note, sovente di inquadramento topografico della tomba, sono tratte dal "Topographical Catalogue" di Gardiner e Weigall, ed. 1913 e fanno perciò riferimento alla situazione dell'epoca.
6. ↑  Il "Topographical Catalogue" ed. 1913, di Gardiner e Weigall, indica come "non noto perché abraso" il nome del titolare e, in apposita nota, cita il nome di Tetime che, tuttavia, gli autori ritengono essere un errore. Il "Topographical Bibliography" di Porter e Moss, edizioni 1927 e 1970, indica invece, come titolari, Ptahemhat e Roy.
7. ↑  Al di sotto dei prigionieri sono presenti spazi, vuoti, in cui verosimilmente sarebbero dovuti esserne trascritte le etnie.

### Fonti
1. ↑  Gardiner e Weigall 1913.
2. ↑  Donadoni 1999,  p. 115.
3. ↑  Porter e Moss 1927,  pp. 150-151.
4. ↑  Gardiner e Weigall 1913, pp. 22-23.
5. ↑  Porter e Moss 1927,  p. 151.
6. ↑  Porter e Moss 1927,  pp. 150-152.